# Ліхтарна акула розпливчаста
Ліхтарна акула розпливчаста (Etmopterus bigelowi) — акула з роду Ліхтарна акула родини Ліхтарні акули. Інша назва «розмита гладенька ліхтарна акула», «акула Бігелоу» (на честь вченого Генрі Бігелоу).

## Опис
Загальна довжина досягає 67 см. В багато в чому схожа на гладеньку ліхтарну акулу. Голова відносно велика. Рило клиноподібне та трохи сплощене. Кінчик носа загострений. Ніздрі широкі, мають короткі носові закрилки. Очі великі, овальні, мають горизонтальну форму з глибокою виїмкою у передній частині розрізу. Рот довгий, зігнутий дугою, в його кутах є борозни, що тягнуться до першої пари зябрових щілин. На верхній щелепі розміщені 19-24 зуби з високою центральною верхівкою та 2-4 верхівками з боків. На нижній щелепі є 25-39 зубів трикутної форми, що утворюють щільну та гостру ріжучу лінію. У дорослих особин вони прямі, у молодих — мають нахил всередину пащі. Відмінністю від гладенької ліхтарної акули є більша кількість витків спірального клапану шлунка — 16-19 проти 10-13. Тулуб струнке. Шкіряна луска розташована рідка, має вигляд гладенької. Грудні плавці невеликі, округлі. Має 2 спинних плавця. Передній спинний плавець розташовано між грудними та черевними плавцями, ближче до грудних. Задній спинний плавець у 1,5 рази більше за передній. Шипи на спинних плавцях зігнуті, з рифленою поверхнею. Анальний плавець відсутній. Довжина черева дорівнює відстані між спинними плавцями. Хвіст короткий та широкий. Хвостовий плавець з широкою верхньою лопатю та доволі розвиненою нижньою.
Забарвлення спини сіро-коричнева. Черево чорного кольору. Над головою, в області грудних плавців, між черевними та хвостовим плавцями шкіра чорного забарвлення. На окремих ділянках тіла присутні фотофтори, що надають змогу світитися у темряві.

## Спосіб життя
Тримається на глибині від 110 до 1000 м, зазвичай до 700 м. Доросла акула зустрічається глибше. Воліє до материкових шельфів, островних схилів, підводних гір та хребтів у відкритому океані. Це бентопелагічна хижачка. Здійснює вертикальні добові міграції: вдень тримається біля дна, вночі підіймається у середні шари води. Живиться кальмарами, донними та пелагічними рибами, а також дрібними акулами. Може поїдати різних личинок, морських черв'яків, ікру риб.
Статева зрілість настає при розмірах самців 31-39 см, самиць — 38-47 см. Самиця народжує акуленят завдовжки 16 см.

## Розповсюдження
Представлена невеличкими ареалами від північних помірних широт до південних помірних широт — зустрічається в Мексиканській затоці (штат Луїзіана), біля узбережжя Мексики, Белізу, Панами, Суринаму, Бразилії, Уругваю, Аргентини, Перу, Чилі, в Гвінейській затоці від Беніну до Конго, Анголи, Намібія, ПАР (провінції Квазулу-Наталь, Північна Капська колонія), Мозамбіку, Австралії (провінції Західна Австралія, Новий Південний Уельс, Тасманія), островів Окінава (Японія).